# Michelle Medina
Michelle Stefania Medina Prado (Guayaquil, Ecuador, 17 de diciembre de 1986-2 de julio de 2019) fue una cantante, presentadora de televisión y comunicadora social ecuatoriana.

## Biografía

### Primeros años
Desde los ocho años de edad se inclinó por la música, sin embargo nunca se vio como una artista de profesión, y dijo que “es algo que suelo hacer, de vez en cuando, porque me gusta y te llena mucho cuando tienes inclinación por un arte”.
Como cantante tuvo varias presentaciones en eventos como la elección a Reina de Machala, en la Peña de Roy y Max, y colaboró con Time Project Band con visa a los 80’s. El 6 de julio de 2015, cantó en el coro junto a sus amigas Ana María Loor y Yenniffer Ramos en las guitarras, y sus amigos Israel Larrea y Paula Vanegas como parte de la voz del coro, durante la eucaristía del Papa Francisco un día después de su llegada a Ecuador, en el Santuario del Señor de la Divina Misericordia, templo ubicado en el kilómetro 26 de la vía Guayaquil-Salinas.
Estaba cursando su último año en la carrera de Relaciones Públicas y Comunicación en la Facultad de Comunicación de la Universidad de Especialidades Espíritu Santo (UEES). La institución académica decidió otorgarle un diploma post mortem por haber culminado su malla de estudios, en la ceremonia de graduación posterior a su fallecimiento.

### Comunicadora
Trabajó como presentadora de televisión y fue anchor del programa del Comité Olímpico Ecuatoriano en el que se destacaba el trabajo de los deportistas nacionales. Además, fue maestra de ceremonias de los eventos deportivos del Comité. También fue embajadora de Ecuador en el Foro Olimpismo en acción en los JJOO de la Juventud Buenos Aires 2018.
Fue locutora radial, en el espacio ‘Guayaquil al aire’ junto a Andrés Spaudo, como parte del personal de Radio City, propiedad de El Universo.

### Salud y eventos benéficos

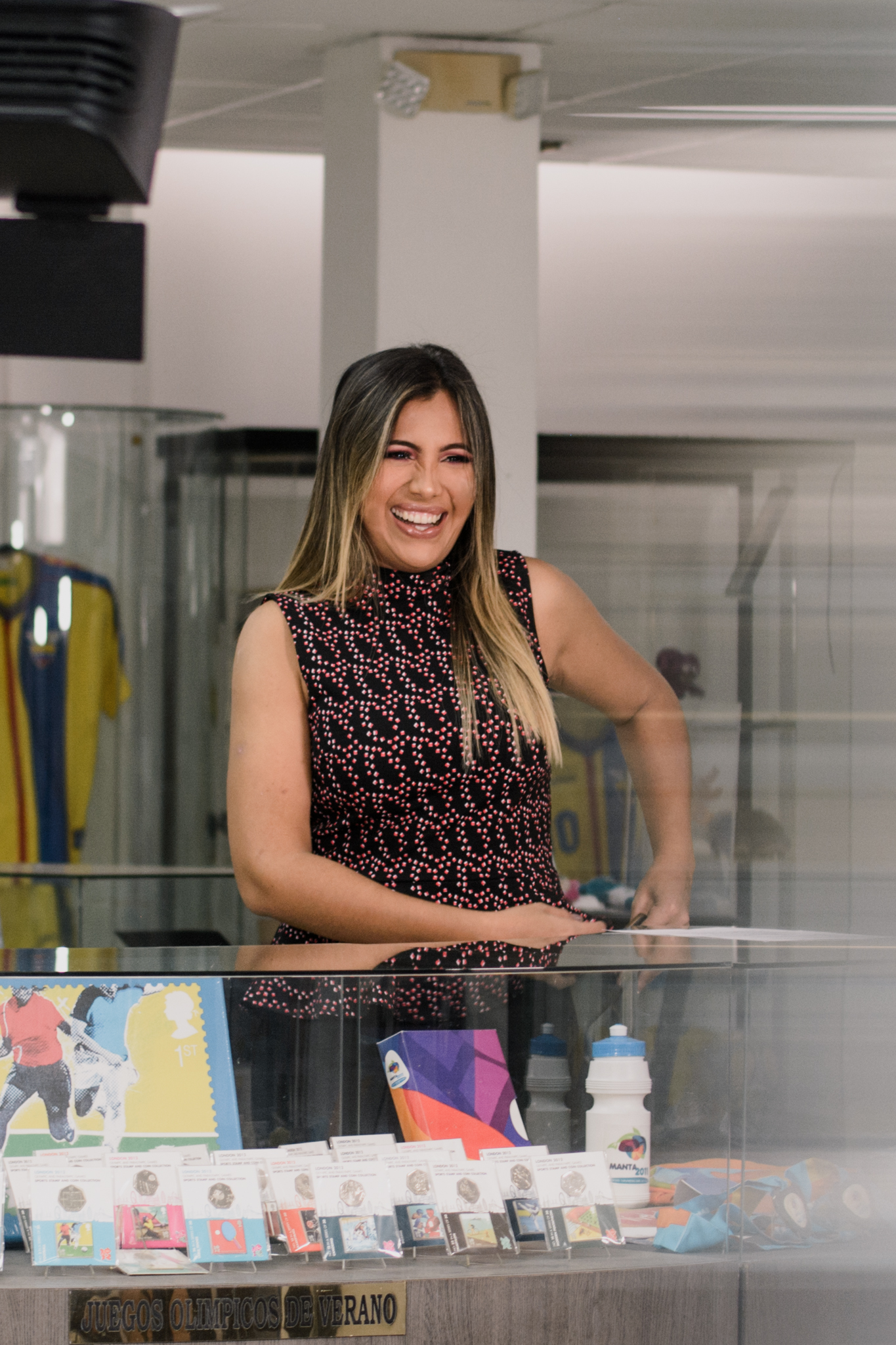
Michelle Medina en 2018.

A finales de 2018, Michelle descubrió una lesión en su rostro, y luego de un examen se le detectó cáncer de piel. Debido al alto costo de su tratamiento, varias personalidades del medio y artistas de la escena musical de la cual ella ganó su cariño, realizaron un evento benéfico el 21 de febrero  de 2019, en el Teatro Fedenador, el cual contó con la participación de Israel Maldonado, Juan Carlos Coronel, La Peña de Rox y Max, Roy Maruri, Mau Garcerant, junto a Azuca Music Band, Gino Freire (stand up comedy), Juan Carlos Gallegos, Diego Govea, Javo Balladares y Nicolás Carrión, bajo la conducción de Alondra Santiago y Miguel Cedeño. El evento se llamó #TodosporMichelle y tuvo un valor de 25 dólares la entrada. Danna Hanna, vocera del evento, manifestó: “El estilo de vida de Michelle es el de una mujer sana, es muy querida en la escena musical guayaquileña, por ello este grupo de artistas se unen a esta causa para lograr recaudar 20 000 dólares”.
Su última aparición en público, lo hizo como cantante al interpretar una canción en junio de 2019, durante una presentación en la sala experimental del Teatro Centro de Arte.

## Fallecimiento
La madrugada del 2 de julio de 2019 a los 32 años, falleció a causa de su enfermedad y sus familiares emitieron un comunicado donde indicaron que su velorio se realizaría en la sala del cementerio Jardines de la Esperanza, al norte de Guayaquil.
La secretaría del Deporte Andrea Sotomayor, lamentó el fallecimiento y publicó en las redes sociales: "Ha partido al Creador Michelle Medina, una mujer que entregó gran parte de su tiempo y energías al servicio del movimiento olímpico ecuatoriano. Desde la Secretaría del Deporte enviamos nuestras condolencias a su familia y a la institución que representaba, @ECUADORolimpico".
El 10 de julio, se guardó un minuto de silencio en su memoria, antes del abanderamiento de los 191 deportistas del Team Ecuador para los Juegos Panamericanos de Lima 2019.